# Superherman
SuperHerman est une série humoristique de bande dessinée belge francophone à destination de la jeunesse créée en 1963 par Jacques Devos, qui met en scène un individu ordinaire qui veut combattre le crime, et pour cela devient un super-héros sans les pouvoirs. Absence comblée grâce à son costume qui lui en donne (force extraordinaire, invulnérabilité, capacité de voler…).
La série est initialement parue dans le journal Spirou sous la forme de trois mini-récits.

## Albums
- SuperHerman, l'invincible, mini-récit no 158 paru dans Spirou no 1302 en 1963[1]
- La Revanche de SuperHerman, mini-récit no 213 paru dans Spirou no 1357 en 1964
- Le Triomphe de SuperHerman, mini-récit no 253 paru dans Spirou no 1397 en 1965Coffret de 3 mini-albums chez Bague à Tel en 2009[2]

## Personnages
- Herman : jeune homme qui après une tentative ratée pour entrer dans la police décide de devenir SuperHerman
- Policier (nom inconnu) : dans le tome 1, chaque fois qu'il voit SuperHerman, il pense avoir des hallucinations donc il fait le poirier (position de Yoga pour se détendre) même quand il est aux commandes d'un hélicoptère...

### Livre
- Philippe Mellot, Michel Denni, Laurent Turpin et Isabelle Morzadec, Trésors de la bande dessinée : BDM 2021-2022 - Catalogue encyclopédique & Argus, Paris, Les Arènes, novembre 2020, 1700 p. (ISBN 9791037502582), p. 1083.